# Lophiophora fulminans
Lophiophora fulminans är en fjärilsart som beskrevs av Felix Bryk 1921. Lophiophora fulminans ingår i släktet Lophiophora och familjen nattflyn. Inga underarter finns listade i Catalogue of Life.